# Trương Thượng Vũ
Trương Thượng Vũ giản thể: 张尚武; phồn thể: 張尚武; bính âm: zhāng shàng wǔ sinh năm 1983, là một vận động viên thể dục dụng cụ Trung Quốc, đã từng đoạt hai huy chương vàng tại Đại hội thể thao sinh viên thế giới năm 2001 tổ chức tại Bắc Kinh.

## Xuất thân
Trương Thượng Vũ sinh ra trong một gia đình nghèo ở thành phố Bảo Định, tỉnh Hà Bắc (miền Bắc Trung Quốc).

## Sự nghiệp
Khi mới 5 tuổi, Trương Thượng Vũ được gửi đến một trường thể thao địa phương để tập thể dục dụng cụ. Anh bắt đầu được huấn luyện theo gian khổ và theo kiểu bán quân sự.
Năm 12 tuổi, anh được chọn vào đội tuyển Thể dục dụng cụ quốc gia. Năm 2001, Trương Thượng Vũ được các lãnh đạo đội đưa vào "đóng giả" làm sinh viên đại học để có thể tham dự Đại hội thể thao sinh viên thế giới, tổ chức tại Bắc Kinh. Nhờ đó, Trương Thượng Vũ vào thi đấu tại Đại hội với danh hiệu là sinh viên Đại học thể thao Bắc Kinh. Anh thi đấu thành công, đoạt hai huy chương vàng (một huy chương vàng môn vòng treo và một huy chương vàng đồng đội).

## Bi kịch
Từ năm 2002, chỉ một năm sau vinh quang, sự nghiệp của Trương Thượng Vũ tuột dốc khi anh bị đứt gân gót chân trong khi tập luyện. Anh không được chọn vào đội tuyển dự Olympic Athens năm 2004 và bị hạ cấp xuống chỉ còn là thành viên đội Thể dục dụng cụ tỉnh Hà Bắc.
Tại đội thể dục dụng cụ tỉnh, anh mâu thuẫn với Huấn luyện viên vì bị bắt tập nặng trong khi chân anh vẫn chấn thương. Anh đăng ký học văn hóa tại một trường thể thao địa phương nhưng các quan chức đội không đồng ý. Năm 2005, Trương Thượng Vũ giải nghệ. Khi giải nghệ, Trương Thượng Vũ nhận được 38.000 Nhân dân tệ (tương đương 5.950 USD) tiền đền bù và trợ cấp, nhưng một số quan chức của ngành thể thao ở Hà Bắc lại tuyên bố Trương Thượng Vũ đã được trao 60.000 NDT, phù hợp với các quy định chung và dựa trên thành tích cá nhân. Thượng Vũ cho giải thích rằng số tiền này có nghĩa là đội thể dục dụng cụ tỉnh không còn phải chịu trách nhiệm pháp lý gì cho tương lai của anh nữa.
Trương Thượng Vũ muốn học hành và tìm đến Đại học Thể thao Bắc Kinh, trường anh đã đại diện ở Đại hội thể thao sinh viên thế giới năm 2001. Nhưng anh bị từ chối thẳng thừng.
Vì trình độ học vấn yếu kém, Trương Thượng Vũ rất khó tìm được một công việc kiếm sống, ngay cả việc lao động chân tay, vì anh tập luyện thể dục dụng cụ từ nhỏ khiến anh chỉ cao 1,52 mét. Anh còn bị chấn thương dai dẳng ở chân nên anh không thể kiếm được một việc làm ổn định. Anh cho biết: "Sau khi rời khỏi giới thế thao tôi đã tham gia công việc giao thức ăn, nhưng từ khi vết thương ở chân trở nên trầm trọng tôi thậm chí không thể chạy hoặc đi bộ trong một thời gian dài.", ngoài ra ông của anh còn bị một căn bệnh nặng và cần tiền điều trị.
Năm 2007, trong cơn túng quẫn, Trương Thượng Vũ buộc phải bán đi hai tấm Huy chương vàng của mình với giá rất rẻ là 60 Nhân dân tệ và 50 Nhân dân tệ. Tháng 7 năm đó, anh bị bắt ở Bắc Kinh vì ăn cắp. Anh bị kết tội ăn cắp hơn 10 lần, trong đó có 1 lần ăn cắp máy tính xách tay và điện thoại di động trong một cuộc gặp gỡ thể thao Bắc Kinh 2007. Sau 4 năm ngồi tù, tháng 4 năm 2011, Trương Thượng Vũ được trả tự do. Vì thêm vết đen tù tội trong lý lịch, anh càng khó tìm việc hơn.
Trương Thượng Vũ trở về quê nhà tại tỉnh Hà Bắc (Trung Quốc), lang thang kiếm sống bằng trình diễn những động tác thể dục dụng cụ, ăn xin ở Thạch Gia Trang. Mỗi ngày, anh kiếm được chưa đầy 100 NDT, phải sống vạ vật ở các ga tàu điện ngầm.
Trường hợp của Trương Thượng Vũ không phải là duy nhất và ông Kim Sơn, Chủ nhiệm Viện Văn hóa thể thao thuộc Viện Khoa học xã hội Bắc Kinh, nhận xét rằng các bi kịch đời thường này phản ánh một lỗ hổng lớn trong cách làm thể thao của Trung Quốc.
Một số người ở Trung Quốc kêu gọi hiệp hội thể thao Trung Quốc giúp anh thoát khỏi hoàn cảnh khó khăn này.